# 強制加入
強制加入(individual mandate)とは、何らかの商品やサービスを購入や取得することを、中央政府が各国民に統一的に強要することを指す。 

## 概要
米国連邦議会が制定した強制加入制度は2つしかない。つまり、1792年の「統一民兵法(Uniform Militia Act)」と「患者保護および医療費負担適正化法（Patient Protection and Affordable Care Act: PPACA）」である。
統一民兵法は連邦政府が執行したことはない。同法は合衆国憲法の民兵(州兵)条項を根拠として、18歳から45歳の「身体能力を持つ白人男性一般市民(free able-bodied white male citizen)」に、武器として「身体を供出する(provide himself)」する義務を課すものである(一部職業は例外)。
医療改正法(PPACA)は、2014年に施行予定だが、議会・世論とも反対が根強く、州政府から訴訟も起こされている。